# 希腊国家历史博物馆
希腊国家历史博物馆（希腊语：Εθνικό Ιστορικό Μουσείο, Ethnikó Istorikó Mouseío），位于希腊首都雅典市体育场大街。国家历史博物馆原为希腊议会1875年至1932年间的所在地。

## 历史
该地最早是希腊政治人物Alexandros Kontostavlos的寓所。1833年，雅典确立为希腊首都后，国王奧托一世将此地作为临时宅邸。1854年，此地毁于火灾。1858年8月，该地开始重建新的建筑；由于缺乏资金，次年施工暂停；直到1863年，奥托逊位仍未重启施工。1871年，工程完工。
1875年至1932年，该地作为希腊议会所在地。1932年，希腊议会迁往旧王宫。